# Drievuldigheidskerk (Berlijn-Mitte)
De Drievuldigheidskerk (Duits: Dreifaltigkeitskirche) was een barok protestants kerkgebouw in het Berlijnse stadsdeel Friedrichstadt. Het kerkgebouw werd in november 1943 verwoest, de ruïne ervan werd in 1947 geruimd.

## Bouwgeschiedenis
De in opdracht van koning Frederik Willem I uitgevoerde stadsuitbreiding vereiste ook de bouw van nieuwe kerken. In augustus 1737 volgde de eerstesteenlegging voor de Drievuldigheidskerk. Het kerkgebouw werd op 30 augustus 1739 in gebruik genomen en zou voor circa 100 jaar de laatste protestantse kerkenbouw blijven. In de jaren 1885-1886 werd een doopkapel, een voorhal met een sacristie aangebouwd. Tijdens een luchtaanval in de Tweede Wereldoorlog brandde in november 1943 het interieur van de kerk tot op de buitenmuren uit. De ruïne werd daarna tot een bunker tegen luchtaanvallen voor de NSDAP-gouwleiders uitgebouwd en werd kort tegen het einde van de oorlog door straatgevechten vernietigd. De resten ervan werden in 1947 opgeblazen.
Een soortgelijke kerkenbouw in de onmiddellijke nabijheid van de Drievuldigheidskerk betrof de in het jaar 1737 ingewijde en in de oorlog vernietigde Bethlehemkerk. In 1999 werd de vroegere plaats van de Bethlehemkerk gemarkeerd met een mozaïek. Na de herinrichting van de omgeving werd ook de oude plaats van de Drievuldigheidskerk en een deel van de plattegrond in de vorm van een mozaïek herkenbaar gemaakt.

## Geschiedenis
De eerste predikant van de Drievuldigheidskerk was de bekende Duitse pedagoog en theoloog Johann Julius Hecker. Het kerkgebouw werd in 1806 tijdens de bezetting van Berlijn door Napoleons troepen tijdelijk als kazerne gebruikt. Van 1809 tot 1834 preekte de calvinistische theoloog en filosoof Friedrich Schleiermacher in de Drievuldigheidskerk. Tijdens zijn ambtsperiode deed de latere rijkskanselier Otto von Bismarck er zijn belijdenis. Ook Paul von Hindenburg kerkte in de Drievuldigheidskerk. De bekende verzetsman Dietrich Bonhoeffer verzorgde er de diensten voor de academische kerkdiensten tijdens zijn periode als privédocent theologie en studentenpastor aan de Friedrich-Willems Universiteit te Berlijn. Na de Tweede Wereldoorlog werden er nog tot het einde van de jaren 1970 kerkdiensten gevierd in het gemeentelijke centrum aan de Wilhelmstraße 115. Bij de kerk hoorden een drietal nog altijd bestaande kerkhoven.

## Beschrijving
De Drievuldigheidskerk was een rotonde met vier korte, naar buiten stekende delen, waardoor het gebouw een kruisvorm had. Het barokke godshuis had een koepel over een centraalbouw van 22 meter doorsnee. De houten koepel was voorzien van een achthoekige lantaarn, die als klokkentoren dienstdeed.
De kerkzaal werd oorspronkelijk door drie rijen galerijen omgeven. De bovenste galerij werd bij een verbouwing in 1864 verwijderd. Op de oostzijde bevonden zich het altaar, de kansel en daarboven het orgel. In de houten koepel bevonden zich voorstellingen van de vier evangelisten.

## Afbeeldingen

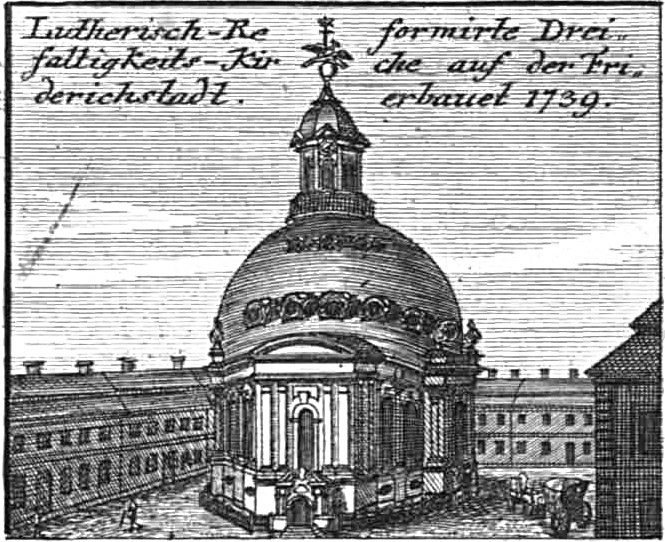
De kerk in 1757
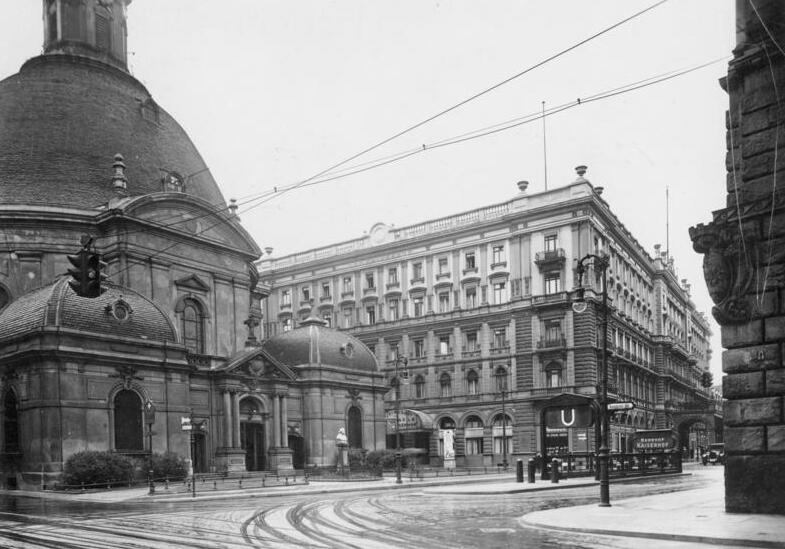
De kerk in 1931
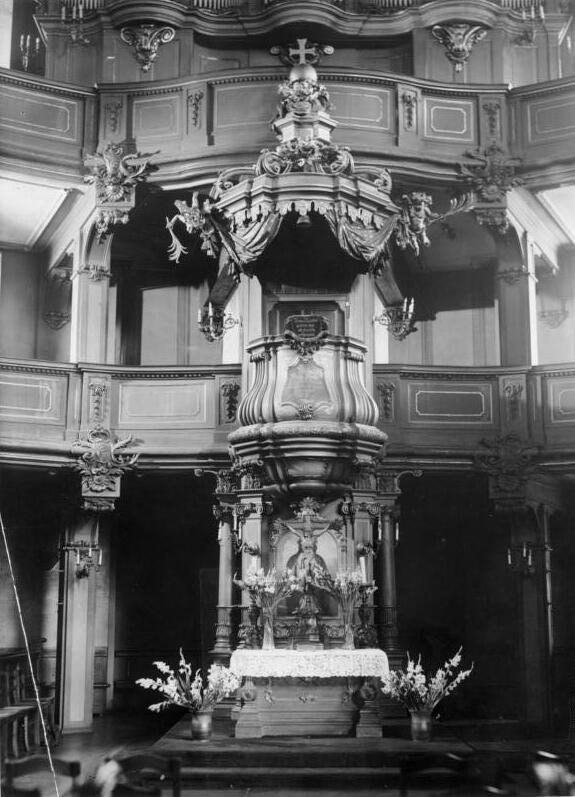
De preekstoel
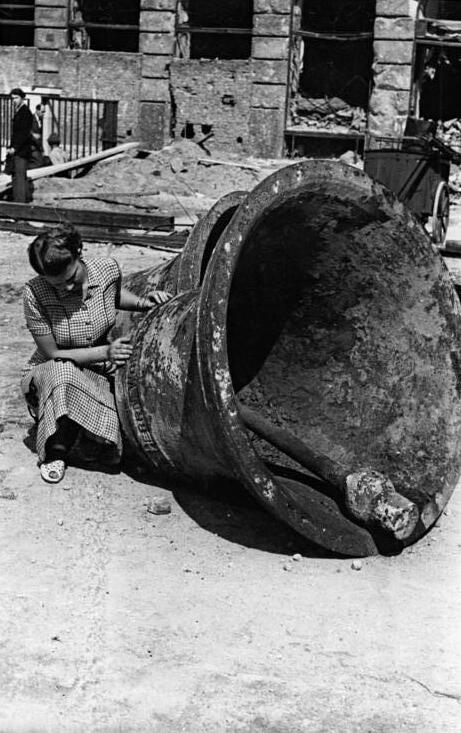
In 1950 bij puinruiming gevonden klokken (waarschijnlijk van de Drievuldigheidskerk)